# Hostinec U lukostřelce
Hostinec U lukostřelce, někdejší čp. 796, stával v České Lípě v prostoru jižně od městského centra, na nároží ulice Lukostřelecké, k níž byl adresou přiřazen, a ulice 5. května. Dům byl zbořen v roce 1977. Podle Památkového katalogu objekt za nejasných okolností zanikl pravděpodobně v 70. letech 20. století. Podle zápisu na evidenčním listu památky byl zápis objektu do rejstříku zrušen rozhodnutím rady Okresního národního výboru v České Lípě ze dne 23. dubna 1982, což bylo oznámeno přípisem OK ONV čj. 725/82 z 29. 4. 1982, z důvodu, že objekt byl bez řádného řízení a odejmutí památkové ochrany zrušen a asanován. Zápis v evidenční listu doplňuje další poznámka, že k zrušení došlo na základě neplatného právního aktu a objekt je stále kulturní památkou. V MonumNetu i v Památkovém katalogu byl objekt nadále veden jako kulturní památka. Ještě na začátku roku 2020 byl hostinec U lukostřelce stále zapsán v Ústředním seznamu kulturních památek České republiky pod číslem 54675/5-4835 jako kulturní památka s trvající ochranou. Památková ochrana neexistujícího objektu byla oficiálně zrušena až rozhodnutím č. NPU-353/70344/2020 ze dne 8. září 2020.
V Památkovém katalogu nebyl objekt zaměřen, jeho umístění však naznačuje sled sousedících popisných čísel 794 a 795. Na místě areálu hostince dnes stojí trafostanice čp. 2321, přilehlý nárožní parčík a několik bytových domů.

## Historie
Místní lukostřelecký spolek v České Lípě prokazatelně existoval již v 16. století - důkazem je listina, datovaná 4. května 1581, kterou město potvrzovalo střelecký řád pro spolek lukostřelců. Nejvýznamnější události v životě tohoto spolku bývalo tzv. "střílení ku ptáku", které bylo pořádáno vždy ve svatodušní pondělí během svátků letnic. Cílem při těchto soutěžích byl dřevěný pták, vyzdvižený na speciální konstrukci, na nějž se střílelo z luků a kuší.

### Střelecké soutěže
Až do 18. století pořádal českolipský spolek lukostřelců svá cvičení a soutěže na louce u Ploučnice pod Holým vrchem, teprve později lukostřelci přesunuli své aktivity do prostoru na jih od města u pražské cesty (tehdejší Wienerstrasse), která pak pokračovala z České Lípy přes Okřešice dále na jih ku Praze. Podle zmínky z roku 1841 existoval v prostoru lukostřeleckého cvičiště starý jednopatrový spolkový hostinec. Tento původní hostinec měl údajně "pamatovat mnohá staletí", byl roubený a krytý šindelem. Spolek zde začal v roce 1854 provozovat pivní výčep zvaný Schiesshaus. O tři roky později byl přistavěn sál a v roce 1895 zřízena kuželna. Pro střelecké soutěže byl kolem roku 1900 na vedlejším volném prostranství zbudován kamenný podstavec, který byl téměř stejně vysoký, jako budova hostince. Na podstavci bylo dlouhé dřevěné bidlo, které se sklápělo od hostince směrem na jih, na němž býval umístěn terč. Tradiční střelecké soutěže se zde konaly až do první světové války, kdy byly přerušeny.

### Období mezi válkami
Během první světové války prostory hostince, stejně jako jiné objekty v okolí, sloužily k ubytování vojska.
V roce 1918 bylo v budově plynové osvětlení nahrazeno elektrickým. V roce 1926 byl k hostinci přistavěn hudební pavilon.
Po válce zde pokračoval dále společenský život. Hostinec byl v té době centrem společenského a politického dění, zejména pokud šlo o aktivity místních dělnických spolků. Na prostranství u hostince i v širším okolí bývaly pořádány velké poutě. 28. března 1921 se zde uskutečnilo ustavující shromáždění organizace českolipské německé sekce Komunistické strany Československa. Na prostranství u tohoto hostince dne 21. října 1934 jistý Konrád Henlein z Vratislavic u Liberce, představitel nově založené Sudetoněmecké vlastenecké fronty, před asi 20 000 shromážděnými německými občany poprvé veřejně představil program své strany. Jako řečnická tribuna mu posloužil kamenný podstavec, na němž stávalo dlouhé bidlo, sloužící pro „střílení ku ptáku“.

### Po roce 1945

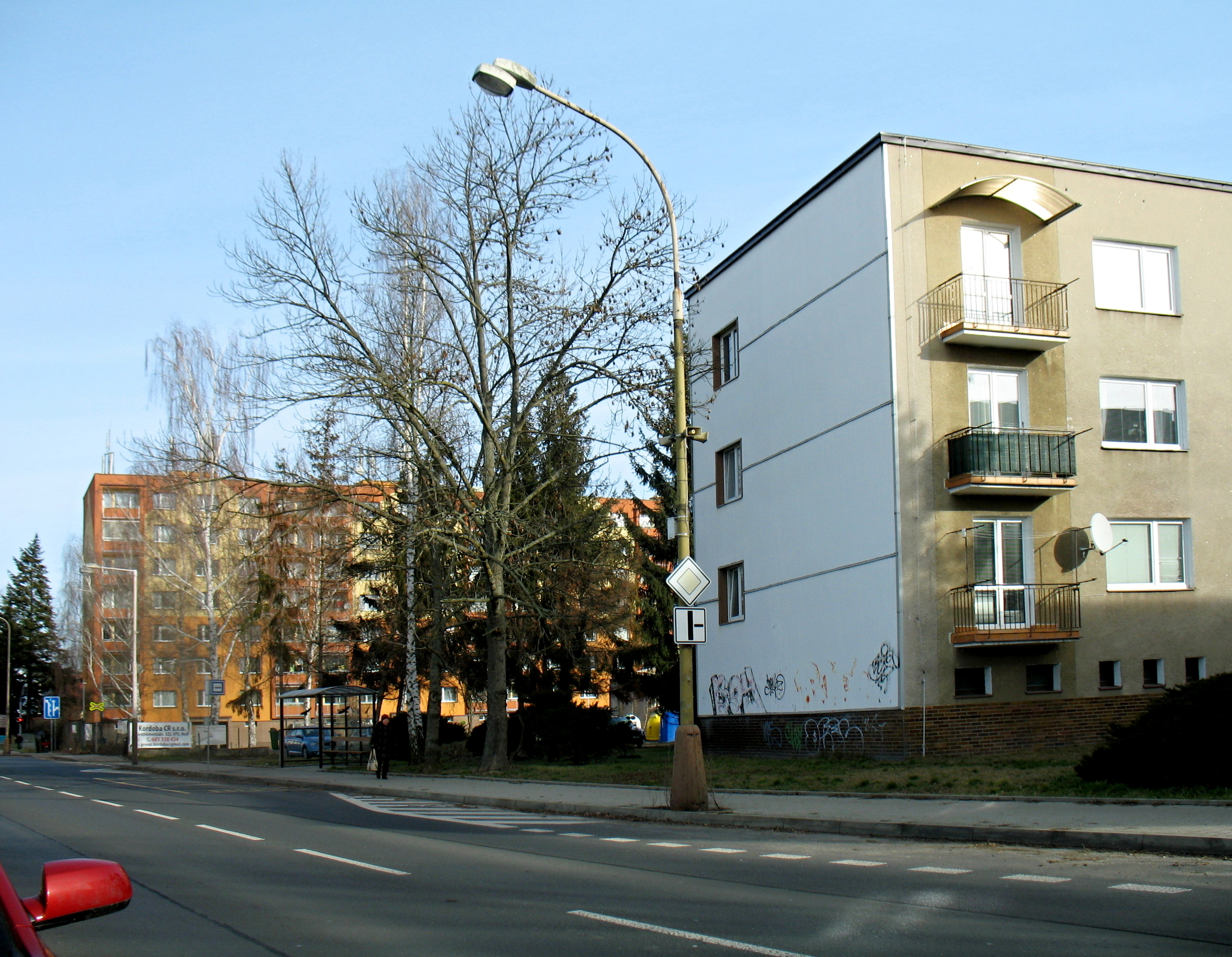
Prostor mezi ulicemi Lukostřeleckou a 5. května v České Lípě, kde stával hostinec U lukostřelce

Po skončení druhé světové války skončila i existence českolipského střeleckého spolku a místních střeleckých soutěží. Místo na Ptačí louce, kam byl ještě před válkou přesunut kamenný podstavec s bidlem, sloužilo jako shromaždiště prvomájových průvodů, které se odtud vydávaly na českolipské náměstí. V roce 1948 se hostinec U lukostřelce stal závodním klubem železničářů, konaly se zde různé společenské akce a koncerty, včetně koncertů tehdejších bigbítových skupin.

### Zánik památky
V památkovém katalogu Národního památkového ústavu nejsou uvedeny žádné podrobnosti, týkající se popisu památky, její existence či zániku. Výjimkou jsou pouze strohé základní údaje na titulní straně zápisu, mj. uvádějící, že objekt je "památkově chráněn" a že se jedná o "nemovitou kulturní památku". Mezi dokumenty v příloze je však fotokopie původního evidenčního listu památky, na jehož druhé straně je rukou psaný a místy obtížně čitelný text: "Objekt zapsán do státního seznamu nemovitých kulturních památek na základě usnesení rady SvčKNV č. 535/340/43 z 28. 6. 1973. Zápis ve státním seznamu z r u š e n rozhodnutím rady ONV ze dne 23. dubna 1982. Oznámeno přípisem OK ONV čj. 725/82 z 19. 4. 82. Do SÚPPOP došlo pod čj 2515/82. Důvod: "Objekt byl bez řádného řízení a odejmutí památkové ochrany zrušen a asanován". Podpis a datum 11. 5. 1982. Pod tím je jinou rukou a bez podpisu připsáno: "Zrušení na základě neplatného právního aktu – stále KP". Jak je uvedeno v regionálních publikacích a dalších zdrojích, hostinec U lukostřelce byl zbořen v roce 1977 a na jeho místě budoucí obyvatelé této lokality částečně svépomocí vybudovali několik třípodlažních bytových domů. Důvod rozhodnutí o asanaci hostince i s hudebním pavilonem a přilehlým prostranstvím není znám.